# Haasiella
Haasiella Kotl. & Pouzar (pępniczka) – rodzaj grzybów z rodziny wodnichowatych (Hygrophoraceae). Należą do niego 2 gatunki. W Polsce występuje jeden – Haasiella venustissima.

## Systematyka i nazewnictwo
Pozycja w klasyfikacji według Index Fungorum: Hygrophoraceae, Agaricales, Agaricomycetidae, Agaricomycetes, Agaricomycotina, Basidiomycota, Fungi.
Takson utworzyli Kotl. i Pouzar w 1966 r. Nazwą uczcili austriackiego biologia Hansa Haasa. Polską nazwę nadał Władysław Wojewoda w 2003 r.
Gatunki:
- Haasiella sinensis Y.Dan Zhang & Xue T. Zhu 2023
- Haasiella venustissima (Fr.) Kotl. & Pouzar ex Chiaffi & Surault 1996 – pępniczka jasnopomarańczowa

Nazwy naukowe na podstawie Index Fungorum. Nazwa polska według Władysława Wojewody (podał ją dla synonimu Haasiella splenididissima).